# 亭口镇 (长武县)
亭口镇，是中华人民共和国陕西省咸陽市长武县下辖的一个乡镇级行政单位。
2011年，冉店乡被撤销，辖境并入亭口镇。

## 行政区划
亭口镇下辖以下地区：
亭北村、铁渠村、赵家坡村、坷垴村、安华村、亭南村、杨厂村、张家咀村、西塬村、史家峪村、三台村、宇家山村、路家村、冢丰村、川丰村、安家塬村、冯家村、胡堡村、支村、朱位村、柴厂村、董兴村、阳坡村、樊罗村、二场村、崔家门村、冉店村、宝盖村、下孟村、山庄村、上孟村、上河村、下河村、马屋村、李村和谢家河村。